# 蒂克里
蒂克里（Tikri），是印度北方邦Baghpat县的一个城镇。总人口13429（2001年）。

## 人口
该地2001年总人口13429人，其中男性7308人，女性6121人；0—6岁人口2343人，其中男1283人，女1060人；识字率52.33%，其中男性为64.24%，女性为38.11%。